# フォード・トーラス
トーラス（Taurus）は、アメリカの自動車メーカー、フォード・モーターが製造・販売する、普通乗用車である。
日本では1988年から1999年まで輸入・販売されていた。

## 初代 (1985年–1991年)
1985年に1986年モデルとして発売された。LTDの後継車種と位置づけられたトーラスは、30億ドルの開発予算をかけ、ライバルと目された西ドイツ車や日本車を研究し尽くして開発された前輪駆動（FF）車である。姉妹車としてマーキュリー・セーブルも同時に発売された。
保守的なデザインを持った前身車種のLTDとは異なり、1983年に発売されたサンダーバードをさらに洗練したようなエアロダイナミック的（cd値はセダン0.33、ワゴン0.35）なエクステリアデザインが特徴。ヘッドランプの形状から日本のオーナーの間では「デカ目」の愛称で呼ばれ親しまれている。
先進的なデザインと充実した装備、西ドイツ車や日本車には無いベンチシートやホワイトリボンタイヤが選択できることなど、当時のアメリカ人の好みを押さえたことなどを理由に、アメリカやカナダでは記録的なセールスとなり、1989年には全米販売ナンバー1に輝いた（それまでは日本車のホンダ・アコードやトヨタ・カムリが同セグメントのトップの座を争っていた）。また、パトカーやタクシーなどのフリート需要のほか、レンタカーなどにも多数が採用され、フォードの基幹車種となった。
駆動方式は横置きFFを採用。エンジンは3.0 L V型6気筒OHV (140 PS・22.1 kgf·m) と2.5 L 直列4気筒OHV (90 PS・18.0 kgf·m) の2種類で、1988年（1989年モデル）から3.8 L V型6気筒OHV (140 PS・29.7 kgf·m) が追加された。
セダンの高性能版であるSHO (Super High Output) は、ヤマハ発動機と共同開発した3.0 L V型6気筒DOHCエンジン (220 PS・27.7Kg-m) を搭載し、4輪ディスクブレーキとエアロパーツを備える。
トランスミッションはV6モデルが4速AT、直4モデルが3速AT、SHOが5速フロアMTである。乗車定員は車体形状及びシフトポジションによって異なり、セダンは5/6人、ワゴンは8人、SHOは5人である。ワゴンのサードシートは後ろ向きの折り畳み式となっている。
日本では1988年（昭和63年）よりオートラマによって輸入と販売が開始され、バリエーションはセダンとワゴン、SHOの3種類で、いずれもV6モデルかつ左ハンドル車のみの設定であった。
1991年（平成3年）に販売終了。

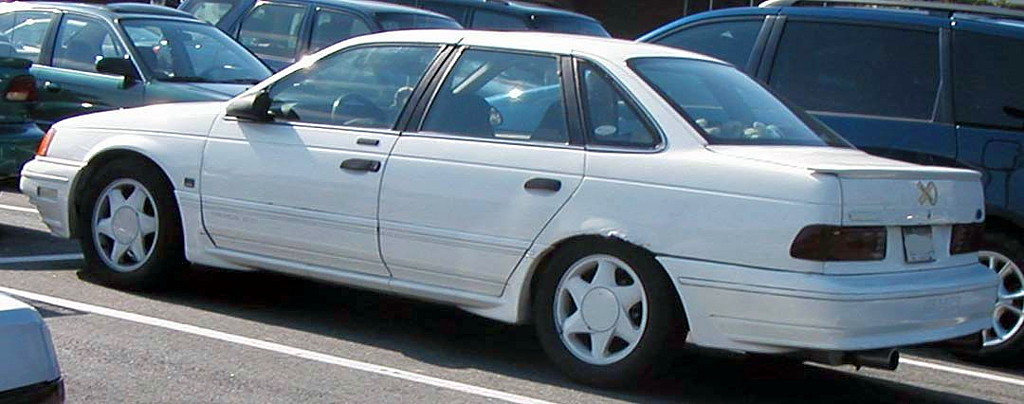
セダン(リア)
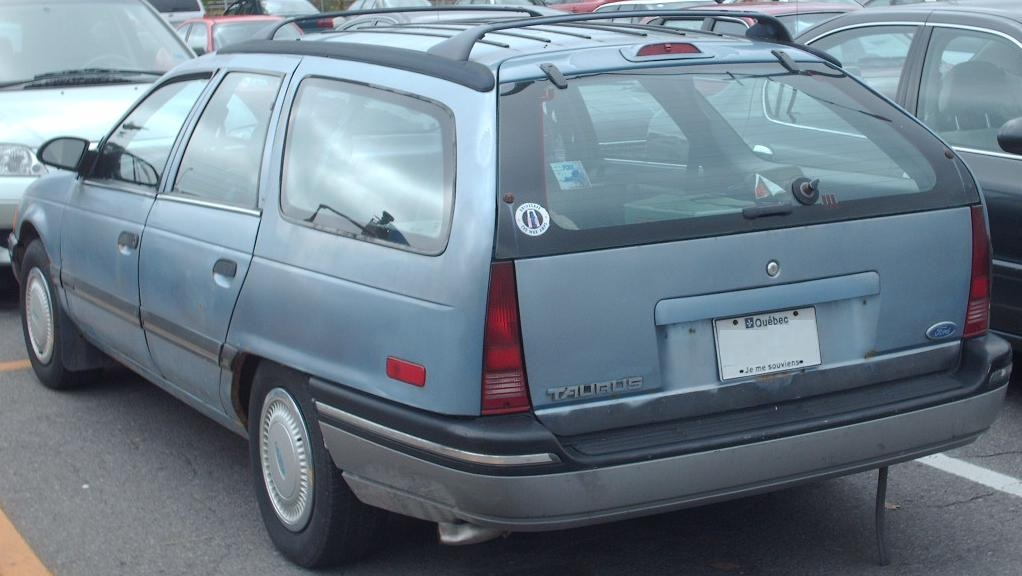
ワゴン(リア)

## 2代目 (1992年–1995年)
1992年に2代目が登場。兄弟車のマーキュリー・セーブルも引き続き設定される。エンジンおよび駆動系統は先代のキャリーオーバーで、外装と内装の変更が主である。ヘッドライトの形状から日本のオーナーの間では「細目」の愛称で呼ばれ親しまれている。
バリエーションは初代と同一で、セダン、ワゴン、SHOの3種類。先代に引き続き好調なセールスを維持し、ホンダ・アコードやトヨタ・カムリと同級セグメントのトップの座を争い続けた。
SHOは従来の3.0 Lモデル（5速MT）に加え、3.2 Lモデル（4速AT）も設定された。外観上の違いとして、専用バンパー・専用ヘッドライト（フロントフェンダー及びコーナーライト・ヘッドライトは姉妹車セーブルのものを流用）・エアロパーツが装着されている。
本来、本国仕様はヘッドライト内側が橙色のフロントウインカー／ポジションランプであるが、日本国内では保安基準の関係で白色のポジションランプとされ、両端のサイドマーカーをフロントウインカーとし、フェンダーにサイドウインカーを増設した。
歴代トーラスの日本国内販売数では最多のモデルであった。1994年より輸入販売元がオートラマからフォード・モーターに変更。1995年に販売終了。

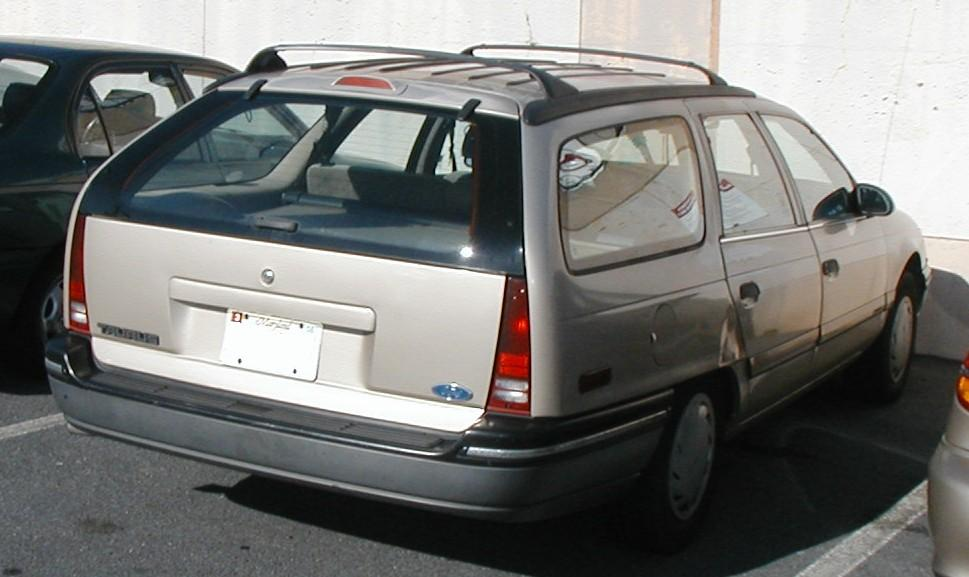
ワゴン（リア）

## 3代目 (1996年–1999年)
1996年発売。内外装のほか、エンジン・駆動系統も新しく再設計された。ただし、プラットフォーム自体は先代のD186を改良したものである。
当時、フォードが推し進めていたデザインテーマである「オーバル・デザイン」を採用し、有機物のような曲線を多用したデザインが特徴。ヘッドライトの形状から日本のオーナーの間では「丸目」や「ウーパールーパー」と呼ばれ親しまれている。
バリエーションは先代に引き続きセダン、ワゴン、SHOの3種類。エンジンは旧来からのV6OHVと新設計の3.0L・V6DOHCを搭載。SHOはヤマハ発動機と共同開発した3.4 L V型8気筒DOHCエンジン (235 PS・36.3Kg-m) を搭載し、4速ATのみの設定となった。
販売面ではオーバル・デザインが不評で、アメリカとカナダ、メキシコの3つの主要市場での販売は不調であり、同セグメントのトップの座をホンダ・アコードやトヨタ・カムリに引き渡すこととなった。内装も同様にオーバル形状を多用したが、オーディオやエアコンスイッチなどが直感的に操作しにくいものとなり、不評であった。オーディオ自体もDIN規格ではないため、社外品のオーディオ等に交換することができないなどの問題があった。
また、日本市場を意識して右ハンドル仕様が初登場したにもかかわらず、このデザインは日本人にも受け入れられず、日本国内での販売も振るわなかった。さらにボディサイズが先代よりも一回り大きくなり（特に全長は5mオーバー）、日本国内での取り回しが不便になったことや、アメリカ車の魅力でもあるベンチシートおよびコラムシフトモデルが輸入されなかったことも不評の要因である。
なお、アジア・オセアニア仕様とアメリカ仕様ではヘッドランプ及びバンパーのデザインに違いがあり、アジア・オセアニア仕様は保安基準の関係でフロントマスクが姉妹車のセーブルのようなデザインとなっている。
1999年に生産終了。

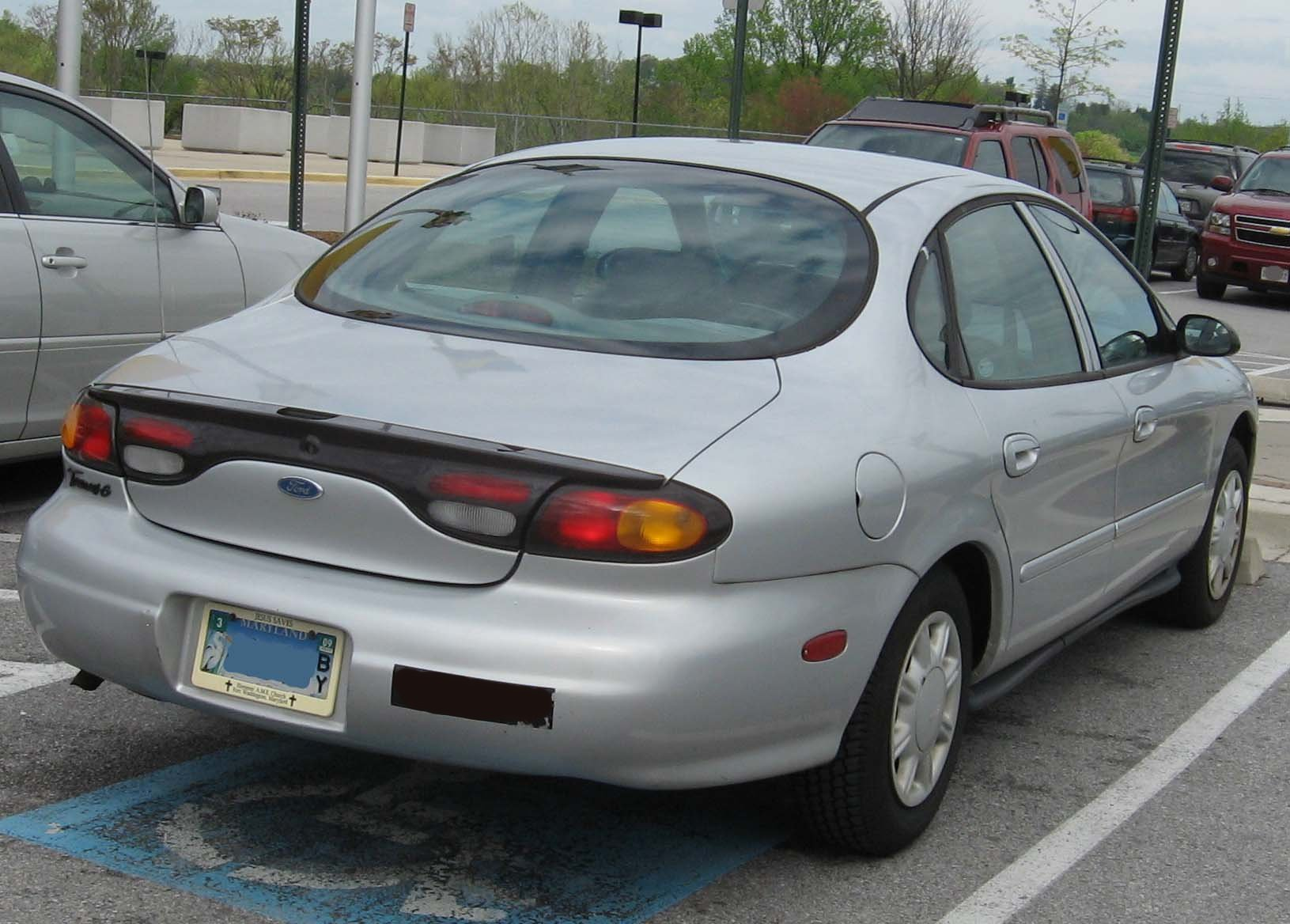
セダン（リア）
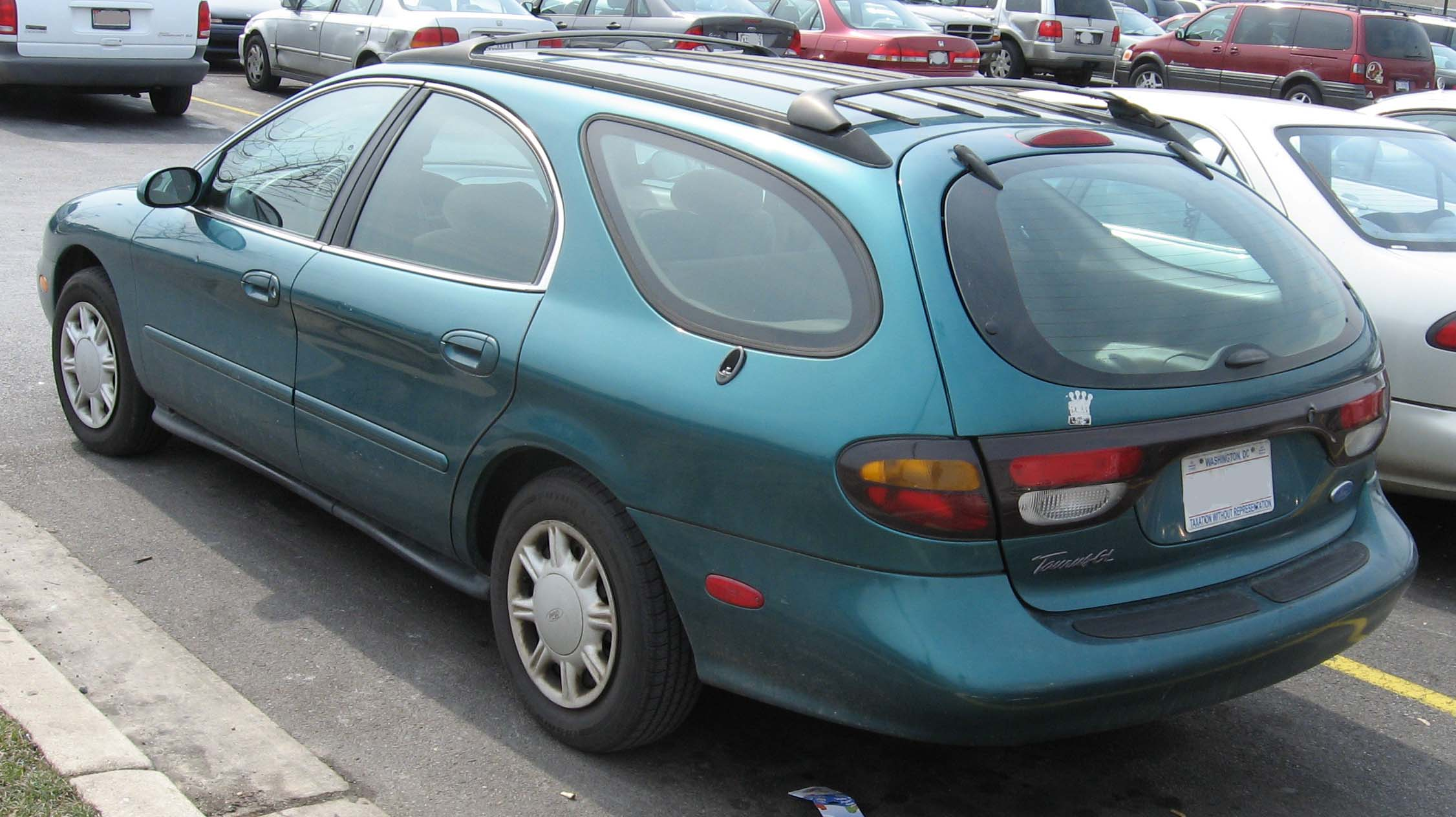
ワゴン（リア）
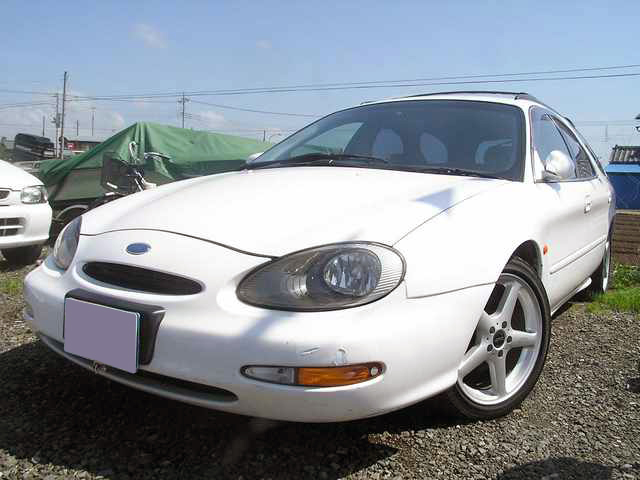
ワゴン（日本仕様）

## 4代目 (2000年–2007年)
2000年より販売開始。エンジンおよび駆動系統は先代のキャリーオーバーで、内外装の変更が主である。高性能版のSHOは設定されない。
オーバル・デザインを大胆に採用した先代が不評で売上が落ち込んだため、オーバルを極力排除する大幅なデザイン変更が行われた。特に後席のヘッドスペースを改善するため、Cピラー以降は大きくパネルデザインの変更がされている。内装も不評であったオーバルモチーフを廃止し一般的なデザインに変更された。
しかし、全体的に保守的なデザインとなったことが逆に没個性化を招いて販売台数の落ち込みに歯止めをかけられず、ワゴンは2004年12月8日に、セダンは2006年10月27日に生産を終了した。生産終了後も在庫処分のため、2007年モデルまでが存在する。
本モデルの生産終了後、トーラスとしての次期型はリリースされず、セダンはファイブハンドレッドおよびフュージョンが、ワゴンはフリースタイルがそれぞれ後継となった。
日本には正規輸入されていない。

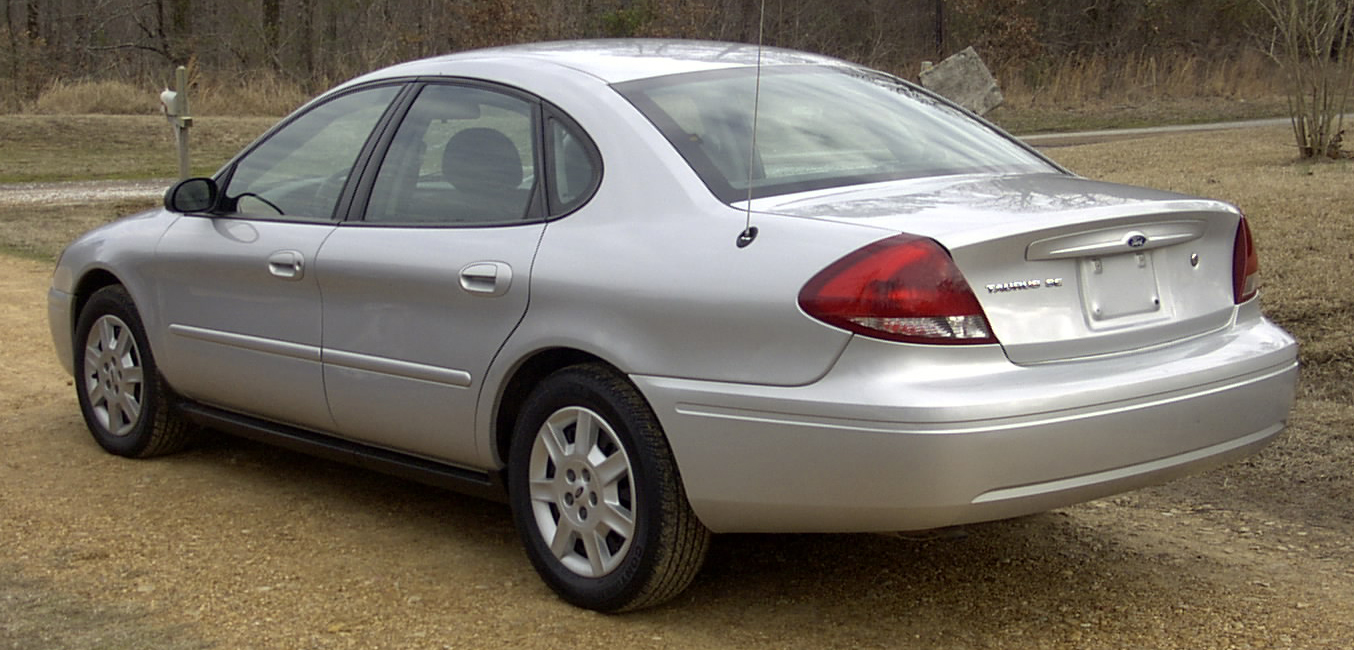
セダン（リア）
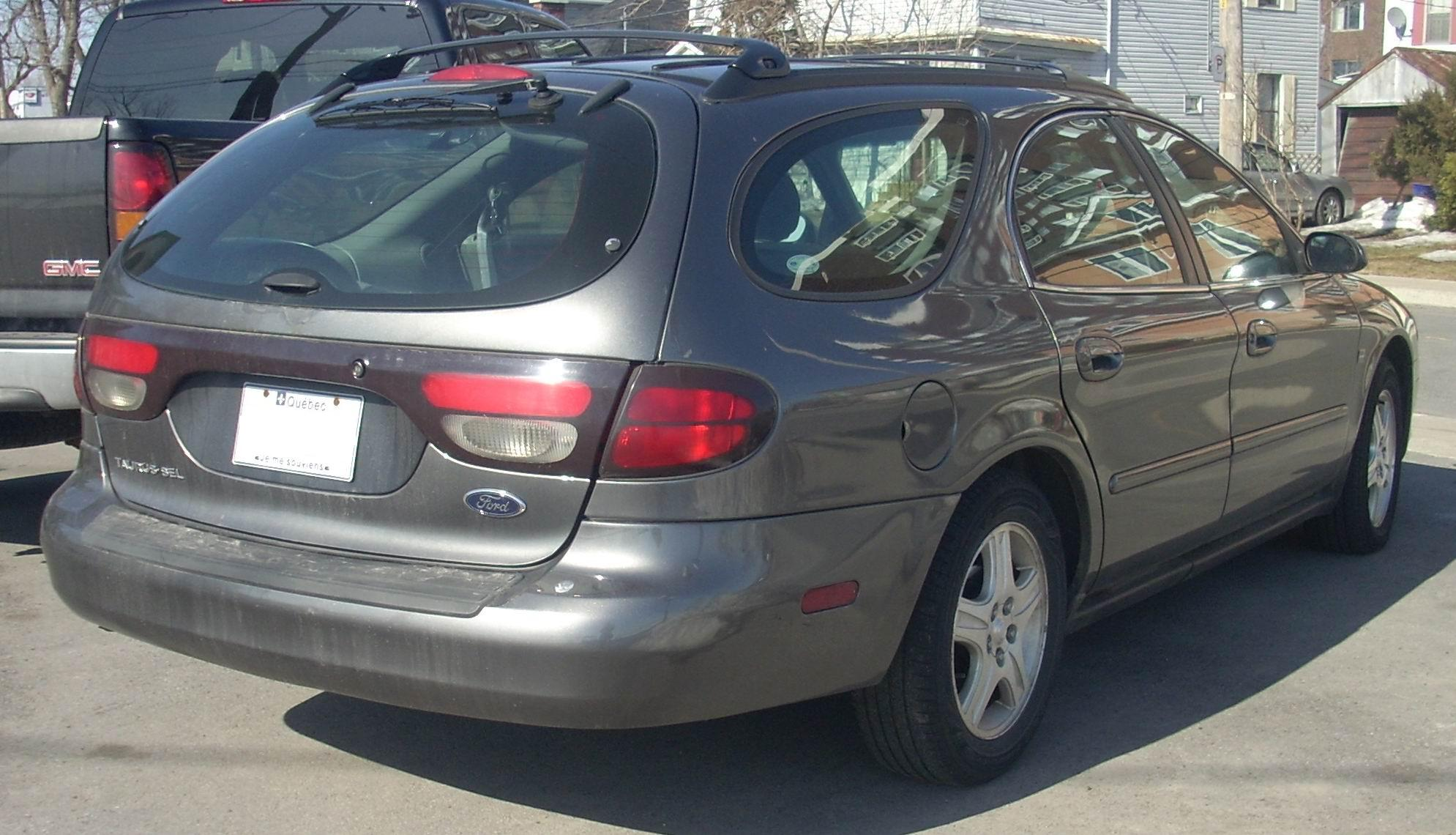
ワゴン（リア）
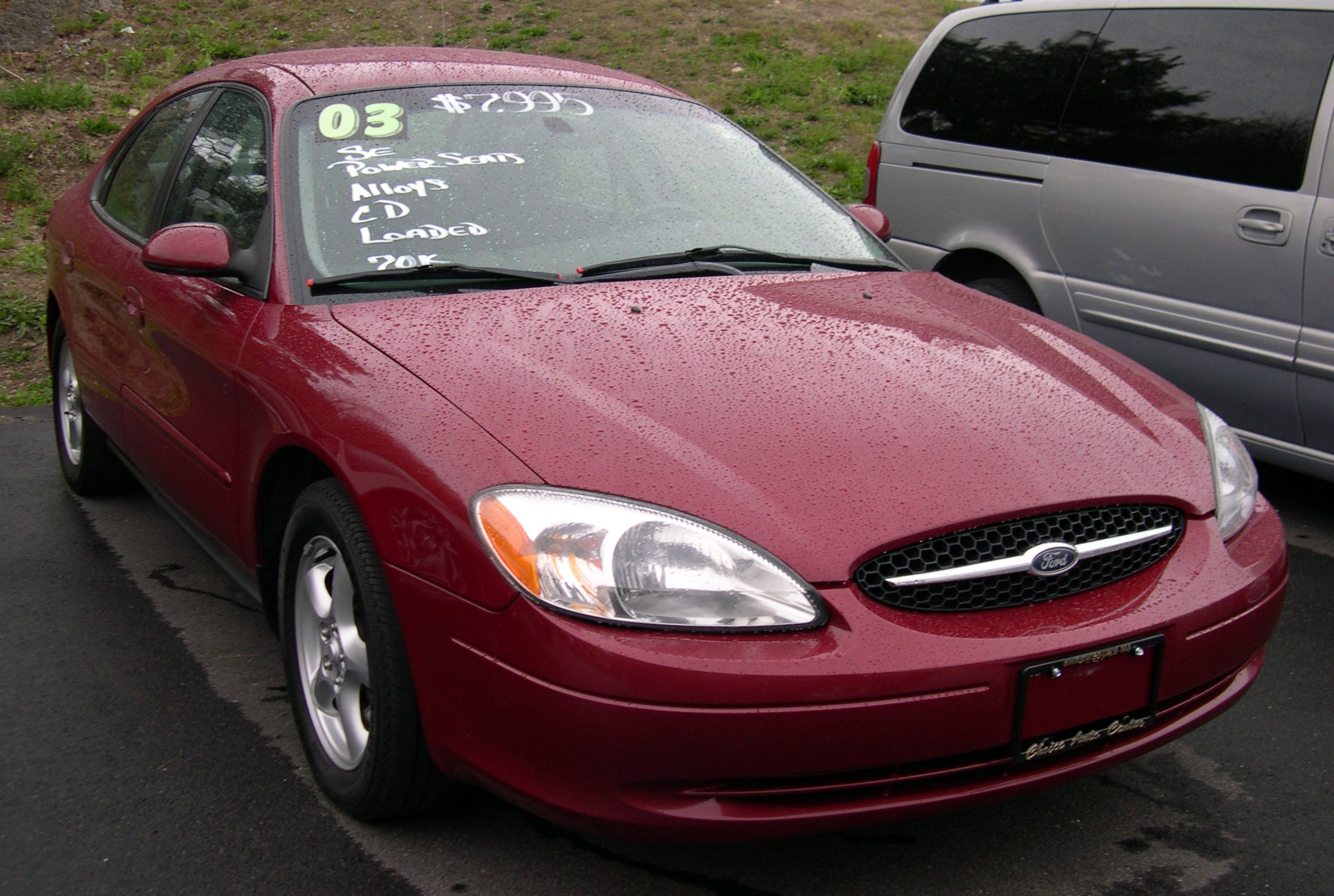
セダン

## 5代目 (2008年–2009年)
2008年より販売開始。従来のファイブハンドレッドが改名され、トーラスの車名が復活した。改名を機にCVTは廃止され、6ATに一本化されている。
なお、姉妹車のフリースタイルも同時に「トーラスX」に車名変更された。
日本には正規輸入されていない。

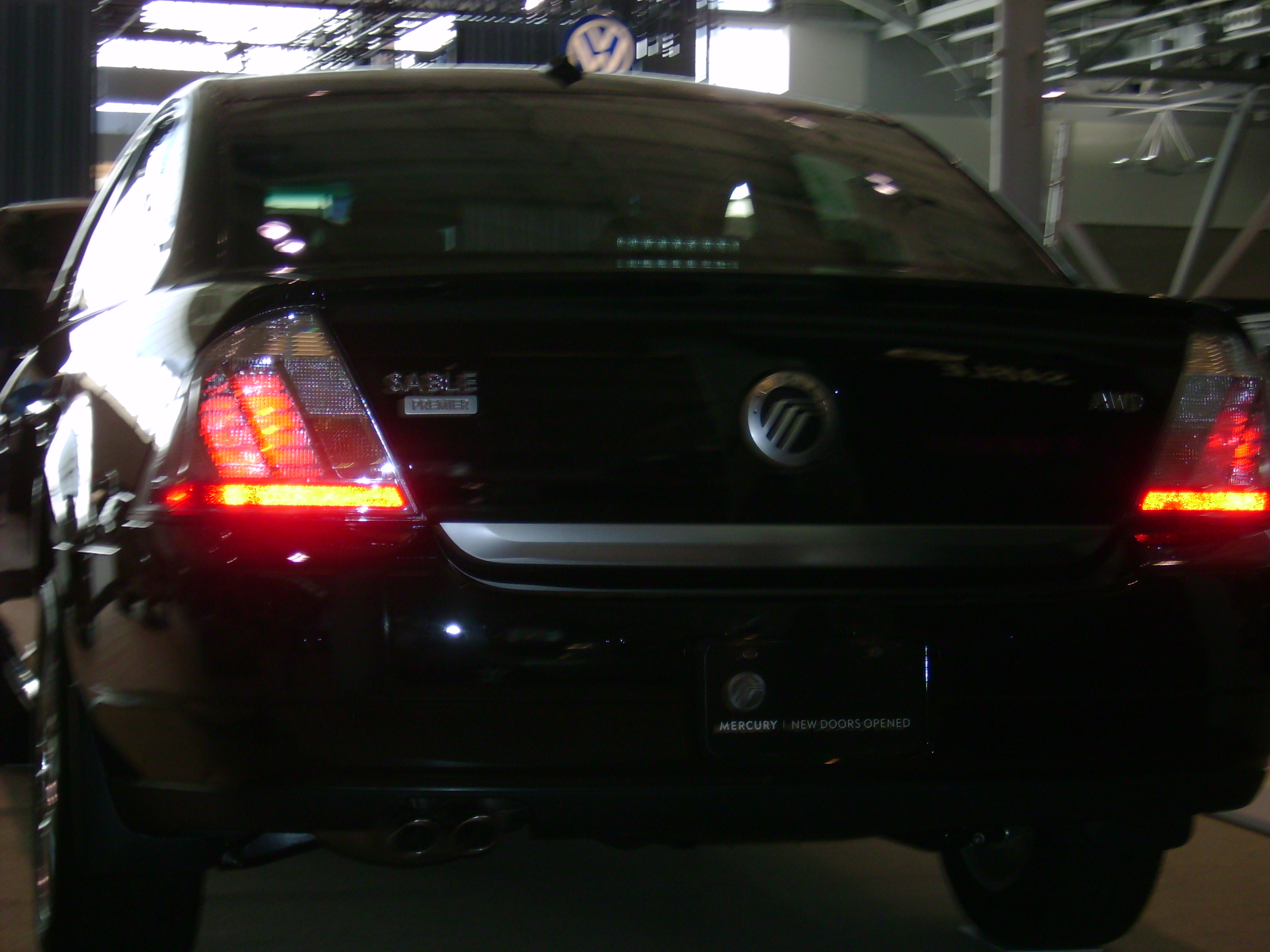
セダン（リア・写真は姉妹車のマーキュリー・セーブル）

## 6代目 (2010年-2019年)
2009年より販売開始。このモデルで高性能版のSHOが復活した。
エンジンは3.5 L V型6気筒DOHCが標準で、SHOには新開発のEcoBoost 3.5 L V型6気筒DOHC直噴ツインターボが搭載される。
後述するポリスインターセプターは、この6代目がベースとなる。
2018年4月、フォードは北米市場向けトーラスの次期モデルを開発せず、今後は中国市場と中東市場でのみ販売することを発表した。その後、2019年をもって生産および販売終了となった。

## 7代目 (2016年-2022年)

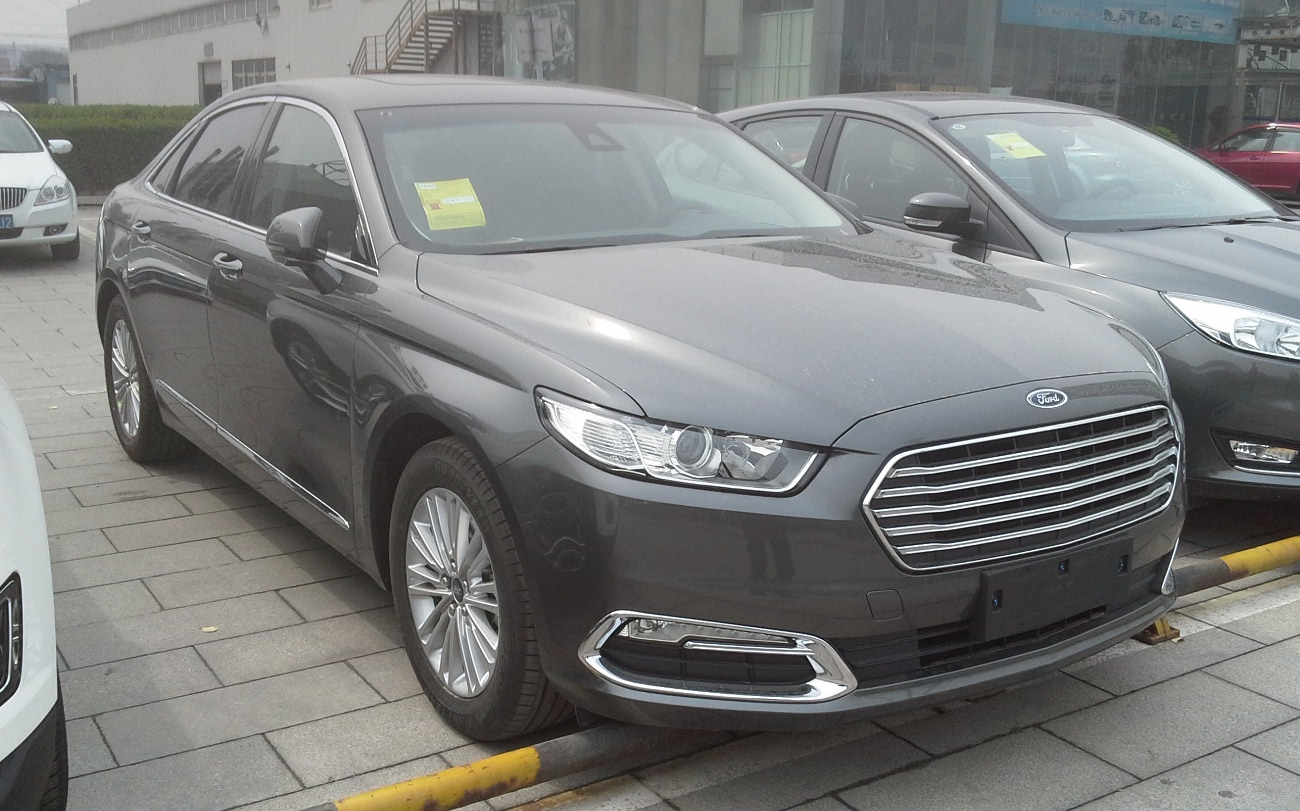
フロント

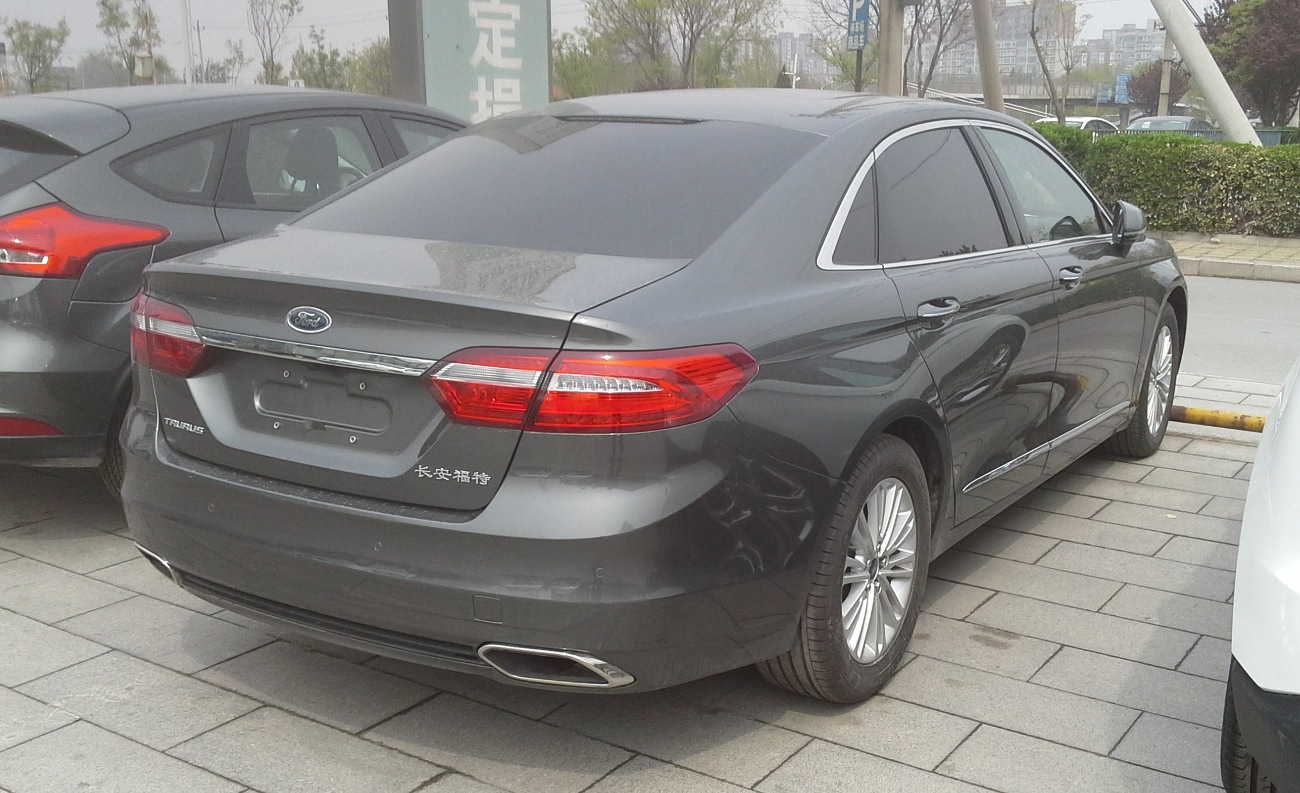
リア

2015年4月、中国市場向けの新型トーラスが発表され、上海モーターショー2015で初公開された。生産はフォードと長安汽車の合弁である長安フォードで行われる。
当初は中国市場でのみ販売されていたが、2020年からは中東市場にも輸出された。

## 8代目 (2022年-)
2022年4月、中東市場向け2023年モデルの新型トーラスが発表された。ベースは中国にて登場した新型モンデオで、中東向けにはトーラスの車名を用いる。

## ポリスインターセプター（パトカーモデル)[13]

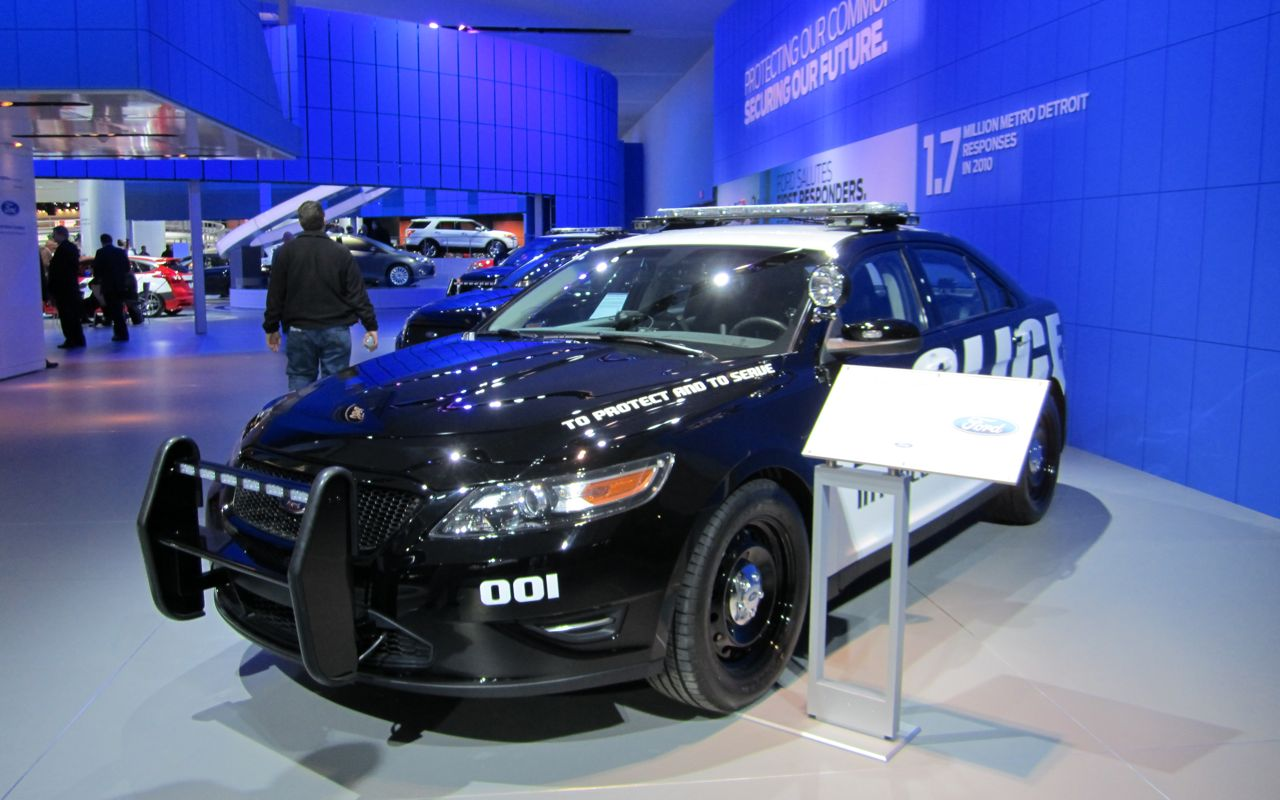
フォードのデモカー。マイナーチェンジ前の外観のもの。

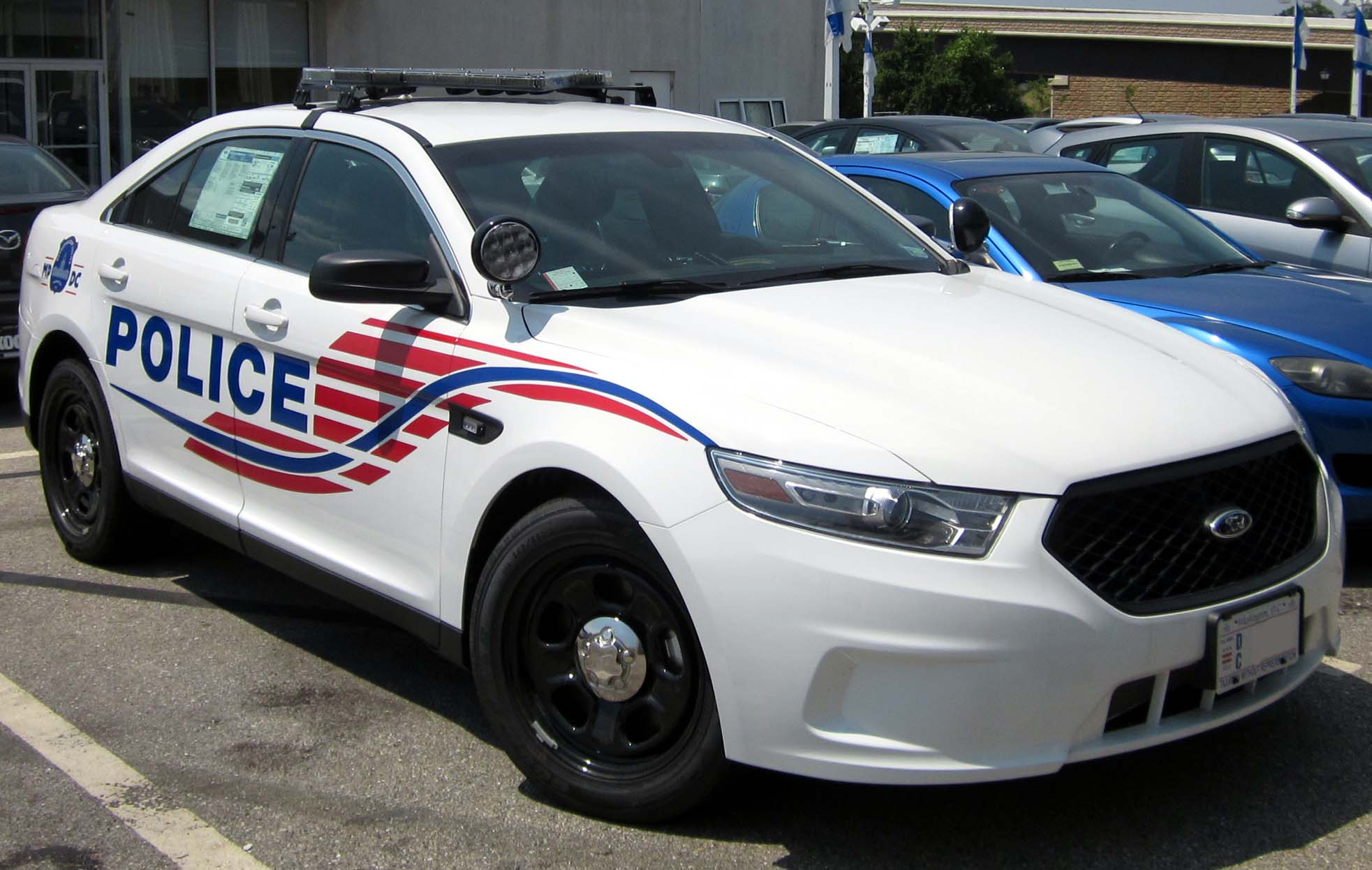
ワシントンD.C.首都警察が保有する2012年型ポリスインターセプター・セダン。

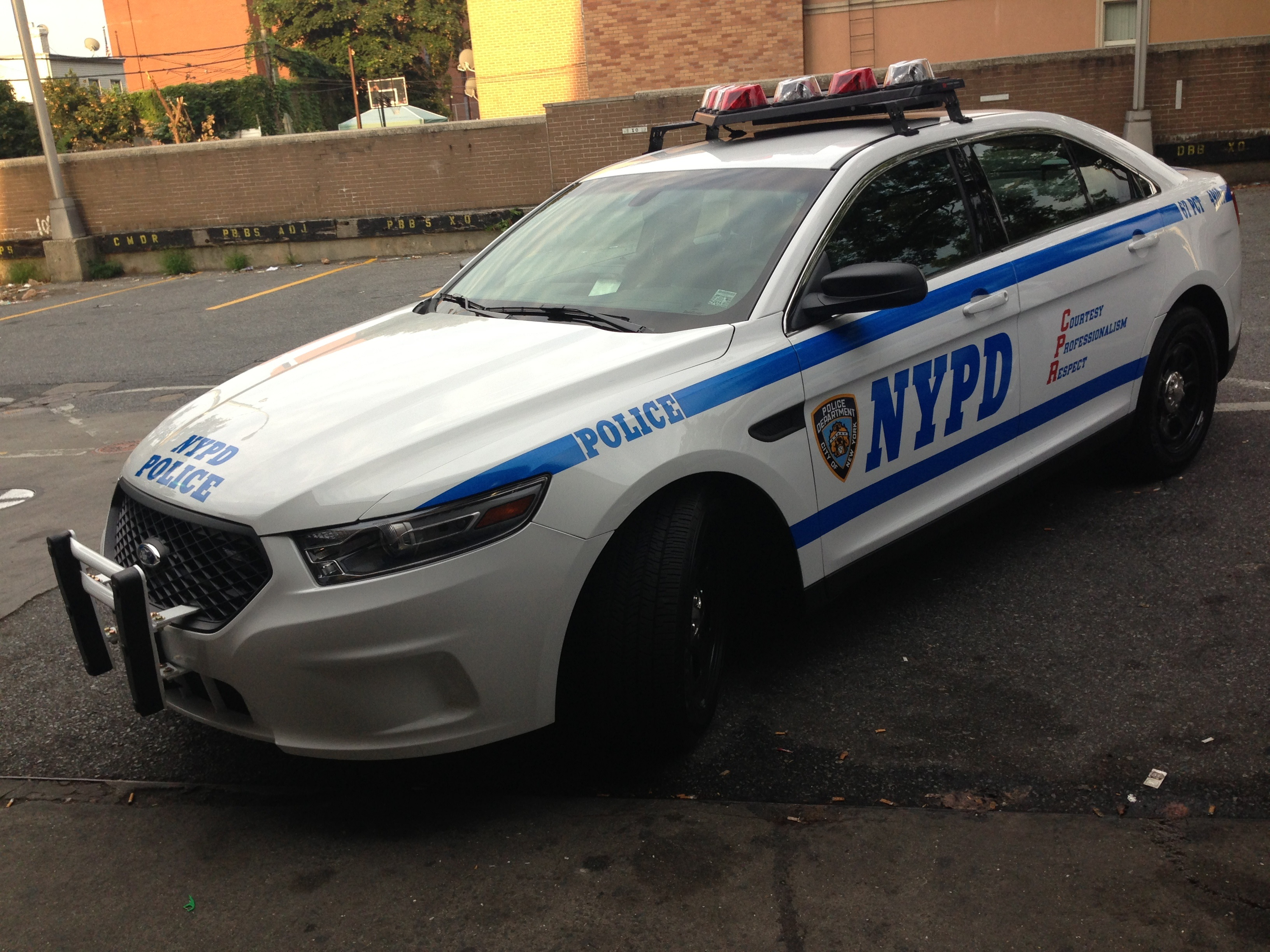
ニューヨーク市警察の2013年型ポリスインターセプター・セダン。

フォードは2010年、2011年から販売される新型ポリスインターセプターを発表した。車種はセダンとユーティリティの二種類で、このうちセダンのベースとなるのは6代目トーラス。これは現行のフォード・クラウンビクトリア・ポリスインターセプターのモデルチェンジに相当する。
パトロール用を想定したものが基本仕様だが、覆面パトカーとして使用する場合を想定したオプションが用意されている。内容は秘匿性を高める為の内装のアップグレード、フルホイールキャップ、リアトランクに装着される「POLICE INTERCEPTOR」のバッジの非装着など。
自然吸気モデルも含め4WDが標準であり、3.7L・NAと2.0L・エコブーストに設定される前輪駆動はオプション扱いとなっている。

### グレード
| エンジン                         | 出力    | 駆動方式 | 変速機 | 備考                              |
| -------------------------------- | ------- | -------- | ------ | --------------------------------- |
| 3.5L・V6                         | 288馬力 | 前輪駆動 | 6AT    | マイナーチェンジ前は280馬力だった |
| 3.5L・V6                         | 280馬力 | 四輪駆動 | 6AT    | マイナーチェンジで3.5L・4WDは廃止 |
| 3.7L・V6                         | 305馬力 | 四輪駆動 | 6AT    | マイナーチェンジで追加された      |
| 3.5L・V6エコブースト(直噴ターボ) | 365馬力 | 四輪駆動 | 6AT    | -                                 |
| 2.0L・直4エコブースト            | -       | 前輪駆動 | -      | -                                 |

### 特徴
内装
- コラムシフト化
- センターコンソールを装備品を装着するためのものに変更
- パトカー用の6ウェイパワーシート
- パトカー用ステアリングスイッチ

機構
- 時速75マイル(約120.7km/h)後部衝突安全性への対応
- NIJレベルIII防弾パネル（7.62mm抗弾　つまり.308ウィンチェスター弾を貫通させない）
- パワーテイクオフ(PTO)
- バッテリー、サスペンション、オルタネーター、冷却装置などの強化
- 警光灯などの装着を考慮した配線
- E85燃料が使用可能

その他
- データ通信用機器などを搭載するアルミ製の電装品用トランクトレイ及び、電装品を冷却するファンを装着

### ポリスインターセプター・ステルスコンセプト
フォードは2010年のSEMAショーで、ポリスインターセプターの覆面パトカーコンセプトを公開した。ベースとなったのは直噴ターボモデル。
この車両の主な特徴は以下のようになっている。
- 社外ホイールとブレーキの装着
- センターコンソールへの格納式端末
- 催涙ガス弾や短機関銃の収納庫をダッシュボード助手席側に設置
- グリル内やリアスポイラーに装着する目立たないLED警光灯